# Manu Ortega
Manu Ortega   (Bilbao, 30 d'abril de 1971) Manuel Ortega Santos, es un il·lustrador, dissenyador i animador audiovisual.

## Biografia
Va estudiar Belles arts a la Universitat de Salamanca a la Bilbao i a Kassel, Alemanya.
De vocació primerenca, "recorda haver dibuixat el seu primer còmic «amb cinc anys, quan gairebé no sabia escriure». Il·lustrador de nombrosos llibres escolars d'editorials com Elkar, troba la llibertat en el còmic, amb guions en els quals «treballo amb el que em trobo en el meu dia a dia: sentiments, dubtes, pors,...»".

## Exposicions
Ha format part d'exposicions col·lectives en: Euskomik: Euskal komikia, 28º Saló internacional del Còmic de Barcelona (2010), Selecció d'autors del Balanzín, XX Saló de Còmic de Moscou (2009), Retrospectiva de la revista Ipurbeltz,
Amb la Direcció general de Belles arts i Béns Culturals del MECD, l'Adreça de Relacions Culturals i Científiques de AECID i el Injuve ha exposat en:
- Àfrica: Còmic 10+10,[3] Museu Nacional de Nairobi, Kenya (2012), IV Festival Internacional de Novel·la Gràfica d'Alger, Algèria (2011), VI Jornades Culturals Hispà-tunecinas, Tunísia (2011), Centre Cultural Oumarou Ganda de Niamey, Níger (2011), ÁfricaCrea al Centre d'Art Contemporani de Yaoundé, Camerun (2010), Abuja a Nigèria (2010) o Malabo i Bata a Guinea Equatorial (2009).[cal citació]
- A Amèrica Llatina: Centre Cultural Recoleta de Buenos Aires (2001), els Centres Culturals d'Espanya (2002) a Santiago de Xile, Lima i Paraguai i els Instituts de Cultura Hispànica a Nicaragua (2003), Hondures (2003) i Guatemala[4] (2002).

## Còmics
De "dibuix àgil i expressiu adornat a vegades de vius colors" ha evolucionat de processos més artesanals a incorporar eines digitals, fent incursions igualment en l'animació digital o en suports més actuals com el webcòmic.
Amb guions propis i aliens, ha il·lustrat:
| - De amor, de locura y de muerte, contes d'H. Quiroga, guió de Luciano Saracino, La Resistencia, Dibbuks, 2016. - Actividad extraescolar, guió de Josep Busquet, webcómic, des 2016. - De colores, guió d'Infame & Co, El Balanzín 10, Saló del Còmic i Manga de Getxo i Assoc. Professional d'Il·lustradors d'Euskadi - Euskal Irudigileak, 2014. - Zatoz nirekin, guió de Patxi Zubizarreta, Xabiroi, Ikastolen Elkartea, 2014. - Haizea, tira còmica per a la revista Xabiroi, Ikastolen Elkartea, des 2005. - Mario, Revista Replika 9, 2012. - Irribarre beltza, guió de Patxi Zubizarreta, Xabiroi, Ikastolen Elkartea, 2011. - Mario, El Balanzín 7, Saló del Còmic i Manga de Getxo i Assoc. Professional d'Il·lustradors d'Euskadi - Euskal Irudigileak, 2011. - De amor, de locura y de muerte, contes d'H. Quiroga, guió de Luciano Saracino, Pictus, 2011. - Maletas, Revista Replika 5, 2010. - Emakume sugearen misterioa (El misteri de la dona serp), guió de Patxi Zubizarreta, Xabiroi especial, Ikastolen Elkartea, 2009. - Maletas, El Balanzín 5, Saló del Còmic i Manga de Getxo i Assoc. Professional d'Il·lustradors d'Euskadi - Euskal Irudigileak, 2009. - Alas, publicació de l'Aj. de Calvià, 2009. | - Sara, Comic Road nº 1, webcómic colombià, 2009. - Caín, Dos Veces Breve, Ariadna Editorial, 2008. - De cómo leer tebeos me hace feliz… El Balanzín 4, Saló del Còmic i Manga de Getxo i Assoc. Professional d'Il·lustradors d'Euskadi - Euskal Irudigileak,2008. - Piitendele…, guió de Joxean Sagastizabal, Xabiroi especial, Ikastolen Elkartea, 2008. - León, revista de contingut social Pensar i Fer, editada pel Club Esportiu Barracas Arxivat 2017-06-10 a Wayback Machine., Argentina, 2007. - Ustekabeko oporrak (Vacances inesperades), guió d'Arantxa Iturbe, Xabiroi especial, Ikastolen Elkartea, 2007. - Sara, El Balanzín 3, Saló del Còmic i Manga de Getxo i Assoc. Professional d'Il·lustradors d'Euskadi - Euskal Irudigileak, 2007. - Historias del Olvido, El País de Nomeacuerdo. Part I, L. Saracino y J. de Isusi, Dolmen, 2007. - Nork maite du Noraren amona?, guió d'Arantxa Iturbe, Xabiroi especial, Ikastolen Elkartea, 2006. - Anne, El Balanzín 1, Saló del Còmic i Manga de Getxo i Assoc. Professional d'Il·lustradors d'Euskadi - Euskal Irudigileak, 2005. - Viñetas desde o Atlántico, IV Festival de la Historieta d'A Coruña, 2001. - Ametz eta munstroa, cómic per a la revista Ipurbeltz, Erein, de 1998 a 2008. |

## Reconeixements
El seu treball està inclòs en Komik 10, guia del còmic basc dels últims deu anys editada per l'Ajuntament de Sant Sebastià, així com en el monogràfic sobre el còmic basc de la revista Erlea publicada per la Reial Acadèmia de la Llengua Basca, Euskaltzaindia. Va ser inclòs igualment en la selecció de l'especial d'Euskadi de Dos veces breve (2008), com a part de "la vena més intimista del còmic a Euskadi" i en Irudika (2010), el primer catàleg d'il·lustradors bascos, elaborat per l'Associació Professional d'Il·lustradors d'Euskadi.